# باب بولام
باب بولام (انگلیسی: Bob Bolam; ۲۸ فوریهٔ ۱۸۹۶ – ۲۰ ژوئن ۱۹۶۴) بازیکن فوتبال اهل بریتانیا بود.
از باشگاه‌هایی که در آن بازی کرده‌است می‌توان به باشگاه فوتبال ساوت شیلدز، باشگاه فوتبال کویینز پارک رنجرز، باشگاه فوتبال دارلینگتون، و باشگاه فوتبال شفیلد یونایتد اشاره کرد.